# Otto Heidkämper
Otto Heidkämper  (ur. 13 marca 1901 w Lauenhagen, zm. 17 lutego 1969 w Bückeburg) – generał porucznik Wehrmachtu.
Podczas inwazji  na Francję w 1940, pełnił funkcję szefa sztabu w 7 Dywizji Pancernej dowodzonej przez Erwina Rommla. Od 2 marca 1942 roku do 4 kwietnia 1942 roku dowodził 4 Dywizją Pancerną. 
Na początku maja 1945 został pojmany przez amerykańskich żołnierzy.

## Odznaczenia
- Krzyż Żelazny (1914) 
  - II klasa
- Ehrenkreuz des Weltkrieges
- Krzyż Żelazny (1938)
  - II klasa
  - I klasa
- Medal za Kampanię Zimową na Wschodzie 1941/1942
- Krzyż Niemiecki (1942)
- Krzyż Rycerski